# Peter Kauzer
Peter Kauzer (Trbovlje, 8 settembre 1983) è un canoista sloveno, specializzato nello slalom.

## Palmarès
- Olimpiadi

Rio de Janeiro 2016: argento nel K1.
- Mondiali

Penrith 2005: bronzo nel K1 a squadre.
La Seu d'Urgell 2009: oro nel K1.
Bratislava 2011: oro nel K1.
Pau 2017: bronzo nel K1 e nel K1 a squadre.
- Europei

Tacen 2005: oro nel K1 a squadre e argento nel K1.
L'Argentière 2006: oro nel K1 a squadre.
Liptovsky Mikulas 2007: oro nel K1 a squadre e argento nel K1.
Bratislava 2010: oro nel K1 e bronzo nel K1 a squadre.
La Seu d'Urgell 2011: oro nel K1 a squadre.